# Oklahoma Film Critics Circle
L’Oklahoma Film Critics Circle (OFCC) est une association américaine de critiques de  cinéma, basée dans l'Oklahoma, aux États-Unis et fondée en 2006.
Elle remet chaque année  les Oklahoma Film Critics Circle Awards  (OFCC Awards), qui récompensent les meilleurs films de l'année.

## Catégories de récompense
- Meilleur film
- Meilleur réalisateur
- Meilleur acteur
- Meilleure actrice
- Meilleur acteur dans un second rôle
- Meilleure actrice dans un second rôle
- Meilleur premier film
- Meilleur scénario original
- Meilleur scénario adapté
- Meilleur film en langue étrangère
- Meilleur film d'animation
- Meilleur film documentaire
- Pire film évident
- Pire film pas si évident